# Radio Corporation of America
Die Radio Corporation of America (RCA) war ein US-amerikanisches Unternehmen, das 1919 als Aktiengesellschaft von amerikanischen Elektronikherstellern gegründet wurde. Das Unternehmen hatte seinen Sitz im Rockefeller Center in New York und war an der New York Stock Exchange gelistet.
Zur RCA gehörten unter anderem die Autovermietung The Hertz Corporation, das Finanzinstitut CIT Group, der Buchverlag Random House, mit RCA Records mehrere Plattenlabel, der Fernsehsender NBC, der Tiefkühllebensmittelhersteller Banquet Foods, der Teppichhersteller Coronet und der Geschenk- und Grußkartenhersteller Gibson.
Das Unternehmen wurde 1986 von General Electric für 6,28 Milliarden US-Dollar übernommen.
Heute fungiert RCA als Handelsmarke für verschiedene Unternehmen. Das RCA Trademark Management verwaltet die Marken. So wird RCA von VOXX International, Talisman Brands, d/b/a Established und Sony Music Entertainment (durch den Kauf von BMG) für einen Teil ihrer Produkte genutzt.

## Geschichte
Während des Ersten Weltkrieges wurden die Patente der größten Unternehmen in den USA, die sich mit der noch jungen Funktechnik beschäftigten, zusammengeführt in der Absicht, effektiver für das Militär produzieren zu können. Zu dieser Zeit wurden in den USA die Geräte und das Zubehör für die drahtlose Nachrichtenübertragung zum größten Teil für militärische Zwecke hergestellt.
Das Fundament bildeten das vom italienischstämmigen Guglielmo Marconi gegründete Unternehmen American Marconi und die Zusammenarbeit der Unternehmen General Electric, Westinghouse Electric Corporation und United Fruit Company.
Nach dem Ersten Weltkrieg sahen viele US-Bürger das Radio als ein natürliches Monopol an. Die United States Navy versuchte, das Monopol für sich zu gewinnen, scheiterte aber.
Owen D. Young konnte den Amerikanischen Kongress davon überzeugen, General Electric und American Telephone & Telegraph ein internationales Radiomonopol bilden zu lassen.
1923 und 1924 war der Sender Gegenstand einer Anti-Trust-Untersuchung des Amerikanischen Kongresses und der Federal Trade Commission.

### Entwicklung zum Großkonzern
Das Unternehmen wurde 1919 als Aktiengesellschaft im Mehrheitsbesitz von General Electric gegründet, ihr Geschäftsführer wurde David Sarnoff. Die Geschäftsordnung verlangte, dass das Unternehmen zum größten Teil in US-amerikanischem Besitz war. Die RCA übernahm das Vermögen von American Marconi und war verantwortlich für das Marketing von GE und Westinghouses Radiozubehör. Die RCA erwarb auch die Patente von United Fruit und Westinghouse im Austausch mit Eigentumsrechten.
Bis zum Jahr 1926 hatte die RCA den Markt für kommerzielles Radio in ihrer Hand. RCA kaufte die Radiostationen WEAF und WCAP von AT&T und verschmolz sie mit ihren eigenen Sendestationen, der WJZ aus New York und der Station WRC aus Washington, D.C. zur neuen Senderkette National Broadcasting Company (NBC).
Im Jahr 1929 kaufte das Unternehmen die Victor Talking Machine Company, den damals größten Schallplattenkonzern der Welt, der neben den Platten der Marke Victrola auch Abspielgeräte produzierte. RCA nannte sich nun RCA-Victor. Mit Victor gehörten RCA die Rechte an einer der damals bekanntesten Handelsmarken auf dem amerikanischen Kontinent, dem Hund Nipper. Der Slogan war His Masters Voice („Die Stimme seines Herrn“) und zeigte Nipper, wie er vor einem Grammophonlautsprecher ebendieser Stimme lauschte.
Die europäischen und Commonwealth-Rechte des Logos wurden von Victors unabhängigem britischen Partner His Master’s Voice gekauft, der heute zur EMI Group gehört. RCA-Victor produzierte viele Radiophonographen. Das Unternehmen erfand auch neue Techniken zur Vertonung von Filmen.
1931 bezog das Unternehmen das Hochhaus in der 570 Lexington Avenue in Manhattan als Hauptsitz.
1939 stellte RCA ein 441-zeiliges Fernsehsystem auf der New Yorker Weltausstellung vor. Mit der Standardisierung des amerikanischen Fernsehsystems auf 525 Zeilen und 30 Bildern pro Sekunde durch das National Television Systems Committee (NTSC) und die Federal Communications Commission (FCC) startete am 1. Juli 1941 die erste Übertragung von kommerziellem Fernsehen in den USA.
Der Zweite Weltkrieg verlangsamte die Entwicklung des Fernsehens in den Vereinigten Staaten, aber nach Ende des Krieges begann RCA fast unverzüglich, wieder Fernsehgeräte zu verkaufen.
Die Monopolstellung wurde zunehmend als markt- und verbraucherfeindlich angesehen und führte schließlich zur Zerschlagung der beiden NBC-Radionetworks durch die FCC. Der Oberste Gerichtshof der USA bestätigte die Entscheidung. Am 12. Oktober 1943 wurde das NBC Blue Network für 8 Millionen US-Dollar an den Süßigkeitenmagnaten Edward John Noble (Life Savers) verkauft. NBC Blue wurde umbenannt in The Blue Network und wurde im Jahr 1946 zur American Broadcasting Company (ABC). Das Radionetwork NBC Red behielt den Namen NBC und blieb Eigentum der RCA.
1949 entwickelte RCA-Victor die erste 45-rpm-Schallplatte und brachte sie als Antwort auf die 33⅓-LP-Schallplatte von CBS/Columbia auf den Markt.

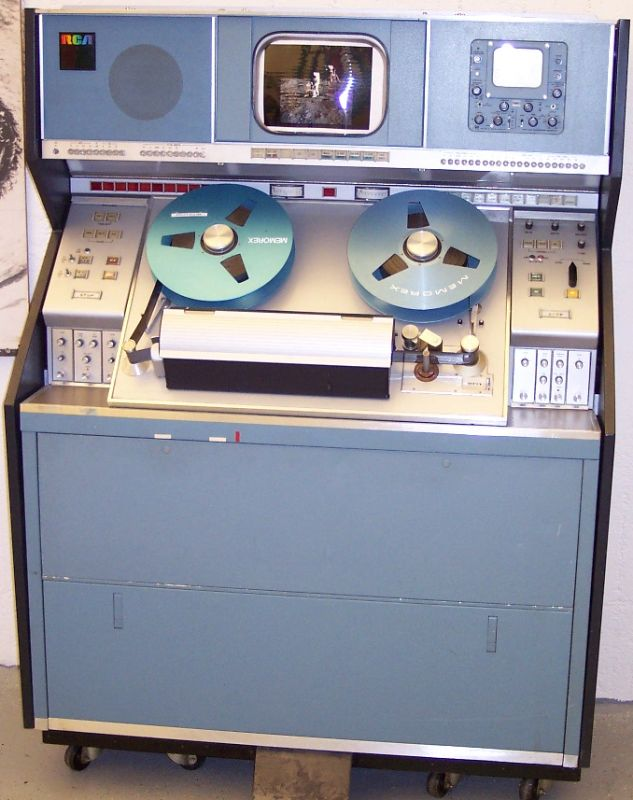
RCA-Videobearbeitungsmaschine aus den 1960er-Jahren

Das RCA-Farbfernsehsystem wurde 1953 vom NTSC zum Standard für das US-amerikanische Farbfernsehen erklärt. RCA-Kameras und Fernsehproduktionsgeräte wurden zum Standard für viele Affiliates der Big Three (ABC, CBS und NBC). Überraschenderweise sagte David Sarnoff 1955, dass das Fernsehen niemals ein Unterhaltungsmedium werden würde.
Die heutige Whirlpool Corporation übernahm 1955 die Klimaanlagen- und Küchengeräteproduktion von RCA und produzierte noch bis in die Mitte der 1960er-Jahre unter dem Namen RCA-Whirlpool die Produkte.
Ab 1950 befasst sich RCA mit elektronischer Musik und stellte den Mark I vor, den ersten programmierbaren Synthesizer, der später von CMC zum Mark II weiterentwickelt wurde.
Von 1977 bis 1979 vertrieb man die Spielkonsole RCA Studio II.
1980 wurde der 1967 übernommene Verlag Random House an Advance Publications veräußert.
Das im Jahre 1980 gekaufte Finanzinstitut CIT Group wurde 1984 an Manufacturers Hanover Corporation für 1,5 Milliarden US-Dollar verkauft. Ebenfalls 1984 wurde die 1967 gekaufte Autovermietung The Hertz Corporation für 587 Millionen Dollar an United Airlines verkauft.
Die 1942 als eigenständige Einheit von RCA gegründeten Entwicklungslabore der Sarnoff Corporation, die 1951 in David Sarnoff Research Center umbenannt wurden, veräußerte General Electric 1987 an SRI International mit einer Mitgift von Forschungsaufträgen in Höhe von 250 Millionen Dollar.

### Die Nachkommen des Großkonzerns
In vielen Bereichen ist die Geschichte der RCA die Geschichte von David Sarnoff, sein Schwung und sein Geschäftssinn machten aus der RCA zu ihrer Blütezeit einen der größten Konzerne weltweit. Mit 79 Jahren trat David Sarnoff 1970 zurück und sein Sohn Robert wurde sein Nachfolger. David Sarnoff verstarb 1971; der Erfolg der RCA begann zu schwinden.
Während der 1970er wurde die RCA immer unflexibler. Obwohl sie einen hohen technischen Standard in Bereichen wie Rundfunktechnik und Satellitenkommunikationszubehör hielten, verschlechterte sich die Situation anderer Geschäftszweige wie z. B. des NBC-Networks. Einige Diversifikationsversuche stellten sich als Flop heraus, zum Beispiel das innovative, aber technologisch veraltete Bildplattensystem CED-SelectaVision.
1986 wurde das Unternehmen von ihrer einstigen Mehrheitseigentümerin General Electric aufgekauft und aufgespalten. GE behielt, was ursprünglich Kern des RCA-Großkonzern war, insbesondere die National Broadcasting Company (NBC). NBC wurde in den Jahren 2009 und 2013 von General Electric an den Senderbetreiber Comcast veräußert.
Das Schallplattengeschäft RCA Records wurde an den deutschen Medienkonzern Bertelsmann verkauft, der kurz darauf die Bertelsmann Music Group (BMG) formierte. 2004 schlossen Bertelsmann und Sony ihre Musiksparten (BMG und Sony Music) zu Sony BMG Music Entertainment zusammen. Das Unternehmen vertreibt weltweit unter anderem CDs unter RCA-geschaffenen Labels. Sony übernahm 2008 die Anteile von Bertelsmann, also die gesamte BMG mit ihren Sublabels. Das danach wieder als Sony Music firmierende Unternehmen hält somit die Lizenz, die Handelsmarke RCA auf unbegrenzte Zeit zu verwenden und hat Künstler wie die Foo Fighters und Avril Lavigne unter Vertrag.
Die Patente und Rechte für Unterhaltungselektronik-Produkte unter den Marken RCA (einschließlich der Rechte für Nipper auf dem amerikanischen Kontinent) und GE wurden an Thomson Consumer Electronics of France verkauft, einen der weltgrößten Hersteller von Fernseh- und Radiogeräten. Die Marke RCA war danach Thomsons wichtigstes Markenzeichen in Nord- und Südamerika.
Anfang 2007 kaufte VOXX International Rechte an der Handelsmarke und verkauft seitdem Produkte unter diesem Label. Durch eine Kooperation zwischen Thomson und TCL 2009 kamen auch TCL-Produkte unter dem Label der RCA in den Handel.

## Entwicklungen

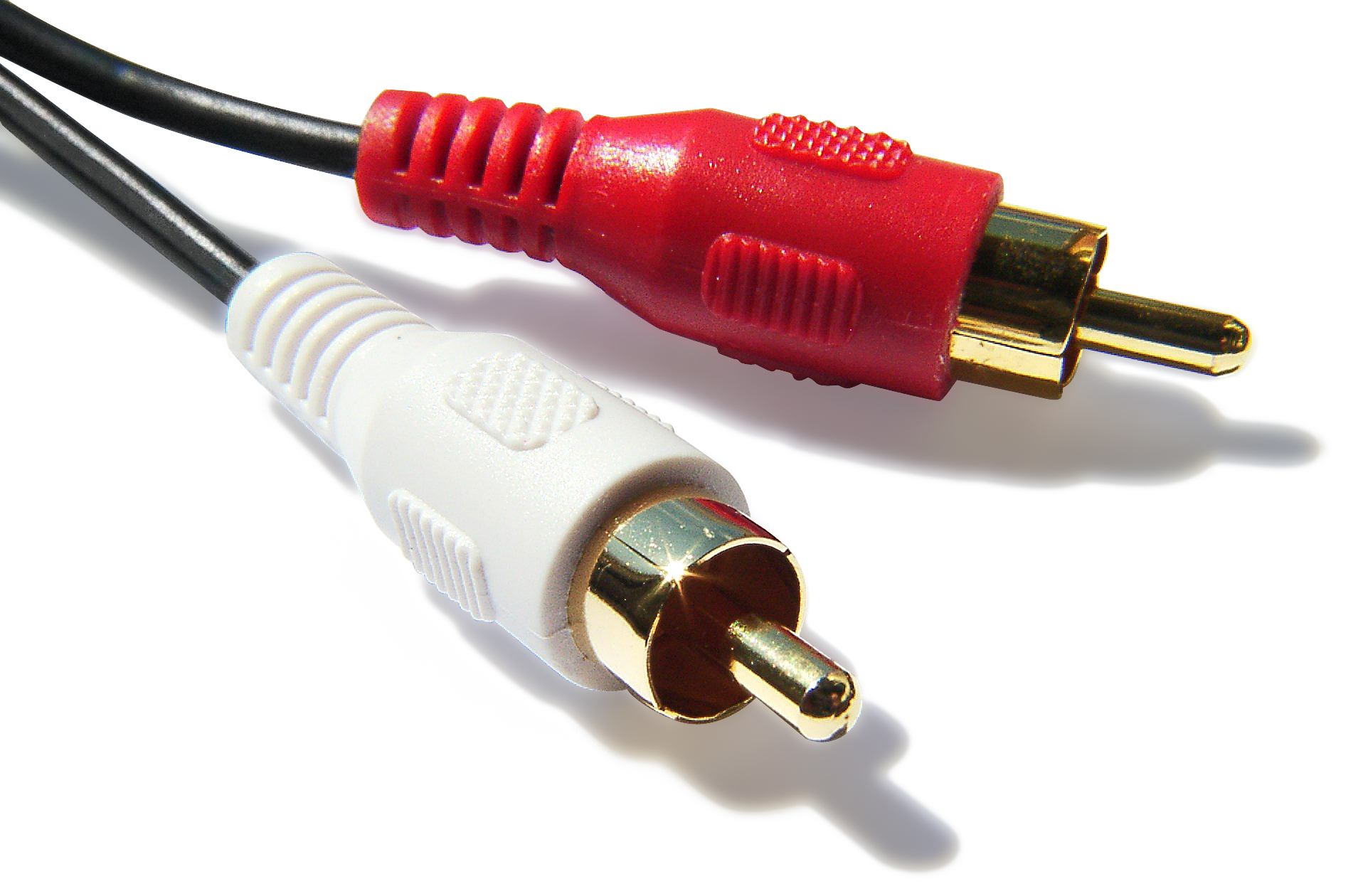
Cinch-Stecker

Der Cinch-Stecker wurde in den 1940er Jahren von RCA entwickelt und war in der Unterhaltungselektronik weltweit verbreitet, bis sich in den 2010er Jahren Standards wie HDMI und Bluetooth durchsetzten. Die US-amerikanischen (Original-)Bezeichnungen sind u. a. RCA connector oder phono connector. Viele US-amerikanische Hersteller verwenden nach wie vor die Bezeichnung RCA für Cinch-Steckverbinder.
Das Unternehmen war auch der erste kommerzielle Hersteller von Theremins im Jahre 1929. Nach einer Serie von 500 Geräten wurde die Produktion eingestellt, vermutlich weil die Nachfrage während der Weltwirtschaftskrise ab 1929 und der in den USA folgenden Großen Depression gering war.
Das Unternehmen stellte seit den 1930er-Jahren sehr beliebte Bändchenmikrofone für Tonstudios und Radiostationen her. Das RCA 77 oder das RC 74 sind auch heute noch bei Tontechnikern beliebt. Es gibt aufwendige Nachbauten beider Mikrofone.